# Salganea kodaikanalensis
Salganea kodaikanalensis es una especie de cucaracha del género Salganea, familia Blaberidae.

## Distribución
Esta especie se encuentra en India.